# New Delhi Challenger 4 2008
Il New Delhi Challenger 4 2008 è stato un torneo di tennis facente parte della categoria ATP Challenger Series nell'ambito dell'ATP Challenger Series 2008. È stata l'8ª e ultima edizione del torneo, si è giocata a Nuova Delhi in India dall'11 al 17 agosto 2008 su campi in cemento e aveva un montepremi di $50 000. A maggio si era giocato il New Delhi Challenger 1 2008 e il New Delhi Challenger 2 2008, mentre la settimana precedente si era svolto il New Delhi Challenger 3 2008.

## Vincitori

### Singolare
Dieter Kindlmann ha battuto in finale  Joshua Goodall con il punteggio di 7–6(3), 6–3

### Doppio
Harsh Mankad /  Ashutosh Singh hanno battuto in finale  Rohan Gajjar /  Purav Raja con il punteggio di 4–6, 6–4, [11–9]